# Dr. No (livro)
Dr. No é um romance de espionagem escrito pelo autor britânico Ian Fleming e o sexto livro da série James Bond. A história acompanha o agente secreto britânico James Bond enquanto investiga o desaparecimento de dois de seus colegas na Jamaica. Estes, por sua vez, estavam investigando o doutor Julius No, um agente teuto-chinês e dono de uma mina de guano.
O romance teve sua origem em um roteiro escrito por Fleming em 1956 para o produtor Henry Morgenthau III para uma proposta de série de televisão intitulada Commander Jamaica. Estes planos não deram em nada e assim o autor, sem ideias para um novo livro de Bond, adaptou o conceito para o romance, que ele escreveu no início de 1957 em sua propriedade Goldeneye na Jamaica. O romance lida com dois temas principais, o primeiro o significado do poder, e o segundo o conceito de amizade e lealdade.
Dr. No foi publicado pela primeira vez no Reino Unido em março de 1958 pela editora Jonathan Cape. Foi a primeira obra de Fleming que recebeu várias críticas negativas na imprensa britânica, porém quando foi publicado nos Estados Unidos em junho a recepção foi mais favorável. A história foi serializada no jornal Daily Express e posteriormente adaptada como uma tira em quadrinhos. Foi adaptada  também em 1962 como o primeiro filme da série cinematográfica de James Bond, estrelado por Sean Connery.

## Enredo
O agente secreto britânico James Bond é enviado à Jamaica para investigar o desaparecendo do comandante John Strangways, chefe da estação britânica em Kingston, e sua secretária. Bond é informado que Strangways estava investigando o doutor Julius No, um teuto-chinês recluso que vive na ilha de Crab Key e que é dono de uma mina de guano. Dois representantes da Sociedade Nacional Audubon, uma organização ambiental, morreram na ilha quando seu avião caiu no campo de pouso de No.
Bond, pouco depois de chegar na Jamaica, percebe que está sendo seguido. Seu quarto de hotel é vasculhado, uma cesta de frutas envenenadas lhe é enviada e uma centopeia venenosa é colocada na sua cama. Bond, com a ajuda de seu antigo amigo Quarrel, consegue visitar Crab Key secretamente a fim de estabelecer se há alguma conexão entre No e os dois desaparecidos. Bond e Quarrel encontram Honeychile Rider, uma mergulhadora que está na ilha para pegar conchas. Bond e Rider são capturados depois de Quarrel ser queimado por um bugue blindado e armado com um lança-chamas. Os dois são levados para dentro de instalações luxuosas construídas dentro de uma montanha.
Bond é levado a No e este conta que está trabalhando com os soviéticos, tendo construído uma ampla instalação subterrânea de onde pode sabotar mísseis de teste estadunidenses lançados de Cabo Canaveral. Ele anteriormente tinha sido membro de uma gangue chinesa, porém roubou uma grande quantidade de dinheiro da organização e foi capturado. Os líderes cortaram suas mãos como aviso para outros e lhe deram um tiro, porém No sobreviveu por ter o coração no lado direito do peito.
No, tendo se interessado na capacidade do corpo humano de aguentar e sobreviver a dor, força Bond a atravessar um percurso de obstáculos construído no sistema de ventilação da instalação. Bond é observado enquanto sofre choques elétricos, queimaduras e envenenamento. Sua provação termina com um confronto contra uma lula-gigante, que ele derrota usando armas improvisadas. Bond consegue fugir e encontrar Rider, que também conseguiu escapar. Ele mata No ao assumir o controle de uma máquina de carregamento e desviar um fluxo de guano para enterrar No vivo. Bond e Rider escapam da instalação no bugue, retornam para a Jamaica e notificam as autoridades coloniais.

## Antecedentes e escrita

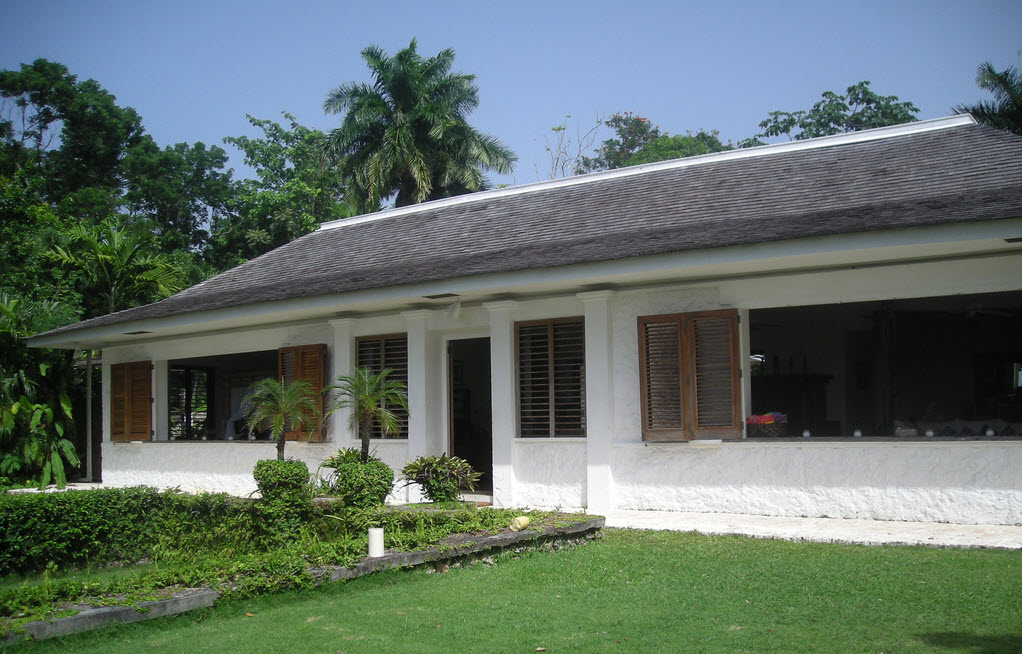
Goldeneye, onde Fleming escreveu todos os romances de James Bond

O autor britânico Ian Fleming começou uma colaboração em junho de 1956 com o produtor estadunidense Henry Morgenthau III em uma proposta de série de televisão intitulada Commander Jamaica, que teria como protagonista um personagem baseado no Caribe chamado James Gunn. O projeto não avançou e Fleming, com dificuldades de elaborar um enredo para seu próximo livro de James Bond, decidiu usar as ideias da série como base para o que se tornaria Dr. No. Em janeiro de 1957 ele já tinha publicado quatro romances de Bond anualmente desde 1953: Casino Royale, Live and Let Die, Moonraker e Diamonds Are Forever. Um quinto livro, From Russia, with Love, estava sendo editado e preparado para publicação. Neste mesmo mês Fleming viajou para sua propriedade Goldeneye na Jamaica para escrever um novo livro. Ele seguiu sua prática de escrita usual, que ele depois detalhou na revista Books and Bookmen: "Eu escrevo por cerca de três horas pela manhã ... e faço outra hora de trabalho entre seis e sete da noite. Nunca corrijo nada ou volto atrás para ver o que escrevi ... Pela minha fórmula, você escreve duas 2 000 palavras por dia". Fleming voltou para Londres no Reino Unido no final de fevereiro com um primeiro rascunho de 206 páginas, inicialmente intitulado The Wound Man.
Fleming deu poucas informações sobre datas dentro de suas obras, mas dois escritores identificaram linhas do tempo diferentes a partir de eventos e situações relatados dentro da série James Bond como um todo: John Griswold e Henry Chancellor, ambos os quais escreveram livros analisando as obras à pedido da Ian Fleming Publications. Chancellor colocou os eventos de Dr. No em 1956, já Griswold foi mais preciso e considerou que a história se passa entre fevereiro e março do mesmo ano.
Fleming deu origem ao conceito da arte de capa, assim como tinha feito nos seus quatro livros anteriores. Ele considerou Honeychile Rider como uma semelhante a Vênus ao apresentá-la no livro e queria enfatizar isso na capa. Ao contratar Pat Marriott para criar a ilustração, Fleming instruiu que ela fosse mostrada em uma concha.

## Desenvolvimento

### Inspirações
Fleming e seu amigo Ivar Bryce viajaram em março de 1956 para uma colônia de flamingos na ilha de Grande Inágua no sul das Bahamas acompanhados de Robert Cushman Murphy, do Museu Americano de História Natural, e Arthur Stannard Vernay, da Sociedade de Proteção dos Flamingos. A colônia tinha 260 quilômetros quadrados de um manguezal denso e salinas, abrigando flamingos, garças e aiaiás, tornando-se a inspiração para Crab Key. Boa parte da viagem dos quatro em terra por Grande Inágua foi feita em um carro Land Rover equipado com pneus muito grandes que se tornaram o modelo para o veículo que protege Crab Key na história.
A inspiração para o doutor Julius No foi o vilão doutor Fu Manchu de Sax Rohmer, que apareceu em vários livros que Fleming tinha lido e gostado anos antes. Aspectos do enredo também foram influenciados pelas obras de Rohmer, com o autor Simon Winder destacando que o uso da centopeia era "um roubo direto" de um dos romances de Fu Manchu. Outros elementos vindos dos livros de Rohmer incluem o covil secreto de No em Crab Key e o uso da ideia do cientista louco.

"Gostaria de salientar que um homem na posição de James Bond nunca consideraria usar uma Beretta .25. É na verdade uma arma de mulher – e nem uma boa dama nisso! Ouso sugerir que Bond deveria estar armado com uma .38 ou uma nove milímetros – Digamos uma Walther PPK alemã? Esta é muito mais apropriada."

Geoffrey Boothroyd, carta para Ian Fleming, maio de 1956
Fleming recebeu após a publicação de Diamonds Are Forever em 1956 uma carta escrita por Geoffrey Boothroyd, um fã de Bond e entusiasta de armas, que criticou a escolha do autor da arma pessoal de Bond. Boothroyd sugeriu que o personagem deveria trocar sua Beretta por uma Walther PPK de 7,65 milímetros, uma troca que Fleming fez em Dr. No. Boothroyd também aconselhou o autor no coldre de ombro com três fechos Berns-Martin e em várias das armas usadas pela SMERSH e outros vilões. Fleming agradeceu os conselhos nomeado o armeiro do Serviço Secreto Britânico como Major Boothroyd e fazendo com que M o apresentasse como "o maior especialista em armas de pequeno porte do mundo".
O autor se apropriou de nomes de pessoas que ele conhecia para personagens do livro, assim como fez em várias de suas obras. May Maxwell, a empregada doméstica de Bryce, se tornou May, a empregada escocesa que Bond chama de "tesouro". O navio de coleta de guano Blanche foi nomeado em homenagem a Blanche Blackwell, uma das vizinhas de Fleming na Jamaica e sua posterior amante. Sua amiga Patricia Wilder tinha o apelido de Honey Chile e este foi usado para o nome da principal personagem feminina, Honeychile Rider, enquanto John Fox-Strangways, um amigo do clube de cavalheiros White's, teve parte seu nome usado para John Strangways, o agente britânico desaparecido na Jamaica. Fleming também usou descrições físicas de pessoas que conhecia, com Quarrel, que anteriormente tinha aparecido em Live and Let Die, sendo baseado em um pescador jamaicano que frequentemente levava Fleming para pescar tubarões.

### Personagens
Pela primeira vez houve um atrito entre Bond e M, ocasionado porque Bond quase foi morto pela SMERSH em From Russia, with Love. M ordena que Bond use uma arma nova e o envia em uma missão de férias, algo que Bond ressente. O autor Raymond Benson, que posteriormente escreveu vários romances de Bond, considerou que M estava no auge de seu autoritarismo em Dr. No, punindo Bond ao lhe tirar sua arma quanto e enviá-lo naquilo que os dois consideram ser uma missão "leve".
Honeychile Rider é uma das três mulheres no cânone de Bond que foram estupradas. Isto seguiu um padrão em que as mulheres que conhecem Bond são de alguma forma diferentes da normalidade, porém o historiador cultural Jeremy Black destacou que isto dava a Bond a oportunidade de ajudá-las e salvá-las. Personagens femininas nos romances de Bond possuíam falhas, no caso de Rider sendo um nariz quebrado, resultado do estupro. Os historiadores culturais Janet Woollacott e Tony Bennett consideraram que Rider não era "arquetipicamente feminina", mas foi "construída de acordo com a fórmula 'igual mas subordinada'". Rider foi descrita no livro como tendo nádegas de um menino, o que gerou uma resposta de Noël Coward, amigo de Fleming, que disse "Fiquei também um pouco chocado com o anúncio lascivo de que o traseiro de Honeychile era como o de um menino. Eu sei que todos nós estamos nos tornando mais tolerantes hoje em dia, mas, meu velho, o que você poderia estar pensando?".

"Fleming não usou inimigos de classe para seus vilões, usando em vez disso distorções físicas ou identidade étnica ... Ademais, no Reino Unido vilões estrangeiros usavam servos e empregados estrangeiros ... Este racismo refletiu não apenas em um destacado tema de escrita de aventura entre guerras, como os romances de Buchan, mas também na cultura literária ampla."

Jeremy Black
No era fisicamente desfigurado, assim como muitos dos adversários de Bond, tendo 1,98 metro de altura, pinças de aço no lugar das mãos e também dextrocardia. Bond o descreve como "um verme gigante venenoso envolto em papel alumínio cinza". Benson considerou que No era "um vilão perversamente bem-sucedido", o melhor desde Hugo Drax em Moonraker, já a revista Time achou que No era "um dos personagens menos esquecíveis da ficção moderna".
Quarrel era o conceito ideal de Fleming para uma pessoa preta, com o personagem sendo baseado na sua afeição genuína pelos jamaicanos, quem ele via como "cheios de boa vontade, alegria e bom humor". A relação entre Bond e Quarrel foi baseada na presunção mútua da superioridade do primeiro. Fleming descreveu o relacionamento como "aquele do latifundiário escocês com seu principal caçador; autoridade não era dita e não havia espaço para servilismo". Winder considerou que as cenas com Quarrel eram "embaraçosamente condescendentes, mas mesmo assim hipnóticas" de serem lidas.

## Estilo
Fleming experimentou em From Russia, with Love com uma estrutura incomum em que a entrada de Bond foi adiada até o capítulo onze. Ele retornou em Dr. No para a estrutura convencional que se sentia mais confortável, aquela usada por escritores de suspense no início do século XX. Consequentemente, o vilão estava mais para o "cavalheiro vigarista" intelectual da era de ouro do romance policial, com o foco sendo em ação ao custo de desenvolvimento de personagem e profundidade de enredo.
Benson descreveu a "Varredura Fleming" como uma forma de levar o leitor de um capítulo para o outro usando "ganchos" que aumentavam a tensão. Ele achou que em Dr. No a "Varredura Fleming impulsiona rapidamente a trama" por capítulos que eram os mais longos em romances de Bond até então. Black gostou do ritmo, mesmo considerando-o inconsistente em alguns lugares. Winder achou que a trama era caótica, mas que mesmo assim o romance "pode ser lido repetidas vezes com grande prazer".

"Dr. No foi muito cartonado e não precisava ser ... O problema é que é muito mais divertido elaborar situações fantásticas e misturar Bond nelas."

Ian Fleming
Fleming usou marcas conhecidas e detalhes do dia a dia para produzir uma sensação de realismo, algo que Amis chamou de "o efeito Fleming". Amis descreveu "o uso imaginativo de informação, em que a natureza fantástica que permeia o mundo de Bond ... [é] presa a algum tipo de realidade, ou pelo menos contrabalançado". O jornalista e autor Matthew Parker considerou que Dr. No era "o mais fantástico, gótico e melodramático; e às vezes francamente, até conscientemente, exagerado", enquanto Black considerou que o elemento fantástico do covil subterrâneo de No era uma parte "fraca" e "bizarra" da história. O autor Raymond Chandler achou "que o longo e sensacional negócio que é o cerne do livro não apenas beira a fantasia. Ele mergulha com os dois pés. A imaginação impetuosa de Ian Fleming não tem regras". Fleming reconheceu em 1963 que seus enredos eram "fantásticos apesar de frequentemente baseados na verdade. Eles vão muito além do provável, mas não, creio eu, além do possível".

## Temas
Dois temas principais permeiam Dr. No: o significado do poder e o conceito de amizade e lealdade. Bond conversa sobre o significado do poder com vários vilões que enfrenta no decorrer da série. Sua conversa com No revela que este acredita que o poder só pode ser garantido por meio da privacidade necessária para manter a soberania sobre sua ilha. No cita o primeiro princípio de Carl von Clausewitz, que fala sobre ter uma base segura de onde operar, para sustentar seu argumento. Segundo o analista literário LeRoy L. Panek em sua análise sobre os romances de espionagem britânicos do século XX, Dr. No "mostra uma mudança no sentido de enfatizar o intelecto e organizar o poder do indivíduo", diferente de um grupo ou nação. Black considerou que apesar de serem ativos estadunidenses que estão sob ameaça da União Soviética, é o poder britânico por meio de um agente britânico que acabam por resolver a questão. Isto é reforçado ao final do livro, quando um navio da Marinha Real Britânica é enviado para a ilha. Black e Parker acham que a demonstração de projeção de poder do Reino Unido, sem assistência dos Estados Unidos, retrata o Império Britânico como uma força duradoura.
O conceito de amizade e lealdade é o outro grande tema explorado no decorrer do romance. O relacionamento de Bond e Quarrel é algo sentido mutuamente. Segundo o acadêmico Christoph Lindner, Quarrel é "um aliado indispensável" que tinha ajudado Bond anteriormente em Live and Let Die. Benson não enxergou um elemento de discriminação racial no relacionamento entre os dois homens, destacando inclusive que Bond sente um remorso e tristeza genuínos pela morte de Quarrel.

## Recepção

### Publicação
Dr. No foi publicado no Reino Unido em 31 de março de 1958 em capa dura pela editora Jonathan Cape. Uma edição em brochura foi publicada pela Pan Books em fevereiro de 1960, com mais de 115 mil cópias desta sendo vendidas até o final do ano. Nos Estados Unidos foi publicado em junho de 1958 pela editora Macmillan sob o nome Doctor No. O maior impulso de suas vendas ocorreu em 1962 com o lançamento da adaptação cinematográfica, em que 1,5 milhões de unidades foram vendidas nos sete meses após a estreia do filme. Foi serializado no jornal francês France-Soir, o que levou a um aumento de vendas dos livros de Bond na França, com as seis primeiras obras tendo vendas combinadas de 480 mil cópias naquele ano. No Brasil, foi publicado pela Editora Bestseller em 1965 e pela Editora Edibolso em 1978 sob os títulos O Satânico Dr. No e Terror no Caribe. Várias outras edições em capa dura e brochura de Dr. No foram lançadas desde então, com o romance também tendo sido traduzido para diversos idiomas.
Antes da publicação do livro, o crítico e acadêmico literário Bernard Bergonzi atacou as obras de Fleming na edição de março de 1958 da revista Twentieth Century, afirmando que elas continham "uma forte tendência ao voyeurismo e ao sadomasoquismo" e que mostravam "a total ausência de qualquer quadro de referência ético". O artigo comparou Fleming desfavoravelmente com John Buchan e Raymond Chandler em questões morais e literárias. O autor Simon Raven, apesar de reconhecer que Bergonzi tinha produzido um "artigo muito bem argumentado", achou sua conclusão ingênua, perguntando "Desde quando que é notável numa obra de entretenimento que não tenha um 'quadro de referência ético' específico?" Raven disse que Fleming "em razão de sua inteligência fria e analítica, seu uso informado de fatos técnicos, sua plausabilidade, senso de ritmo, poderes descritivos brilhantes e imaginação esplêndida, proporcionam entretenimento puro que eu, que devo ler muitos romances, raramente tenho a sorte de encontrar".

### Crítica
Fleming recebeu críticas duras pela primeira vez em sua carreira como escritor. A mais virulenta veio do jornalista Paul Johnson do New Statesman, que começou sua resenha com: "Acabei de terminar aquilo que é, sem dúvida, o livro mais nojento que já li". Ele prosseguiu dizendo que "quando eu já tinha lido um terço, precisei suprimir um forte impulso de jogar o negócio fora". Johnson reconheceu que Bond representava "um fenômeno social de alguma importância", mas enxergou isto como um elemento negativo, pois o fenômeno envolvia "três ingredientes básicos em Dr. No, todos insalubres, todos completamente ingleses: o sadismo de um valentão escolar, os desejos sexuais mecânicos e bidimensionais de um adolescente frustrado e os desejos grosseiros e esnobes de um adulto suburbano". Ele não enxergou positivos no livro, afirmando que "O Sr. Fleming não tem habilidade literária alguma, a construção do livro é caótica e incidentes e situações inteiras são inseridas e então esquecidas de maneira aleatória".

"Talvez estas sejam desculpas superficiais. Talvez a heterossexualidade descarada de Bond é um protesto subconsciente contra a moda atual de confusão sexual. Talvez a violência derive de uma rejeição psicossomática das perucas, dentes e óculos do Bem-Estar Social e as refeições luxuosas de Bond estejam simplesmente dizendo 'não' às salsichas e biscoitos. Quem pode dizer? Quem pode dizer se o dr Fu Manchu era ou não era uma imagem traumática do pai de Sax Rohmer? Quem, por falar nisso, se importa?"

Ian Fleming, carta ao The Manchester Guardian
Maurice Richardson do The Observer considerou o romance era "o habitual vale-tudo sadomasoquista, mais polvos". O jornal The Manchester Guardian fez referências às críticas de Johnson, destacando o "sinistro ... culto ao luxo pelo luxo" e o gosto de Bond por produtos de marca e personalizados, mas discordou da síntese de Johnson de que o romance era um sinal de decadência moral; em vez disso, "devemos estar gratos ao Sr. Fleming por proporcionar uma válvula de segurança convenientemente acessível para a crescente sensibilidade do homem moderno". A resenha também reconheceu que apesar "das baixas ocorreram em uma frente um tanto mais estreita do que usual, elas são pesadas". Fleming escreveu ao The Manchester Guardian em abril de 1958 defendendo seu trabalho, fazendo referência tanto à resenha do jornal de Dr. No quanto ao artigo de Bergonzi. Ele parcialmente aceitou as críticas sobre as exclusividades dos objetos de Bond, como cigarros e comida, mas defendeu isto argumentando que "Eu precisava equipar Bond com alguns objetos teatrais". Estes incluíam a bebida "Vesper" e a dieta do personagem. Fleming disse que esses dispositivos eram "fraquezas vulgares", porém sugeriu que, talvez, "As refeições luxuosas de Bond estejam simplesmente dizendo 'não' às salsichas e biscoitos".
Philip Stead do The Times Literary Supplement foi mais generoso com Dr. No em sua resenha. Ele achou que Fleming estava oferecendo um "banquete excessivamente opulento" com o livro, mas também argumentou que o autor conseguia fazer isso funcionar onde "um escritor menos talentoso ... nunca teria escapado impune com essa história". Chandler escreveu uma resenha do romance para o jornal The Sunday Times e elogiou a representação da Kingston colonial no primeiro capítulo como "maestral". Chandler admirou a escrita de Fleming, descrevendo-a como possuindo "um sendo de ritmo aguçado ... Você não precisa trabalhar em Ian Fleming. Ele faz o trabalho para você".
A revista estadunidense Time foi bem mais receptiva sobre o livro, escrevendo que apesar de "nem todos os leitores vão concordar que Dr. No ... é uma prosa magnífica, ... páginas dos quais, pelo menos, se qualificam para o clássico comentário de Ezra Pound sobre Tropic of Cancer: 'Pelo menos, um livro impublicável que é legível'". Anthony Boucher do The New York Times, um crítico que o biógrafo John Pearson descreveu como "um ávido homem completamente anti-Bond e anti-Fleming", foi mais uma vez extremamente negativo, afirmando que "é mais difícil do que nunca enxergar por que um grupo ardente admira tanto os contos de Ian Fleming". Benson descreveu essa resenha como "fiel à forma" e "um discurso inflamado", com Boucher concluindo dizendo: "tem 80 000 palavras de duração com enredo suficiente para 8 000 e originalidade suficiente para 800".
Glendy Culligan do The Washington Post descreveu o livro como um "pequeno whodunit raso que abalou o Império Britânico e chacoalhou o Estabelecimento Inglês", mas admitiu que "Confidencialmente, no entanto, gostamos de Dr. No, e se isso for doentio, doentio, doentio, senhores, aproveitem ao máximo". James Sandoe do New York Herald Tribune chou que era "o suspense mais artisticamente ousado e estonteantemente preparado da década. É muito melhor que você o leia do que leia a respeito".
Winder achou que por Fleming ter escrito sobre a Jamaica, o resultado foi "talvez o mais atraente de todos os livros de Bond". Segundo Panek, Fleming sabia que sua visão antiquada da Jamaica logo seria sobrepujada, algo evidenciado na descrição sobre como o Queen's Club seria perdido na luta por independência. Segundo o historiador cultural Michael Denning, este reconhecimento do fim criou uma "sensação de desgraça", resultado de "uma sombra de história real pairando sobre as narrativas".

## Adaptações
Dr. No foi serializado no jornal Daily Express de 19 de março a 1º de abril de 1958. Foi adaptado em 1960 em uma tira de quadrinhos diária no mesmo jornal e revendida mundialmente. Foi publicada entre maio e outubro, tendo sido escrita por Peter O'Donnell e ilustrada por John McLusky. Foi republicada pela Titan Books em 2005 como parte de uma antologia junto com Diamonds Are Forever e From Russia, with Love. A história foi serializada em 1962 na revista Stag como "Nude Girl of Nightmare Key".
Um filme homônimo foi lançado em 1962, produzido por Albert R. Broccoli e Harry Saltzman, e dirigido por Terence Young. Foi o primeiro filme de Bond produzido pela Eon Productions, sendo estrelado por Sean Connery como Bond, Joseph Wiseman como No e Ursula Andress como Honey Ryder. A história segue de forma geral o enredo do livro, mas há algumas alterações; por exemplo, No é um agente da organização criminosa ficcional SPECTRE e seu covil funciona com energia nuclear, com ele morrendo se afogando no líquido refrigerante do reator em vez de enterrado em guano. O romance foi dramatizado em maio de 2008 na BBC Radio 4, tendo Toby Stephens como Bond.

### Citações
1. 1 2 3 4  Fleming 2006.
2. 1 2 3 4  Chancellor 2005, p. 111.
3. ↑  Lycett 1996, pp. 297–298.
4. ↑   «The Books». Ian Fleming Publications. Consultado em 30 de novembro de 2024. Arquivado do original em 10 de agosto de 2015
5. ↑  Lycett 1996, p. 313.
6. 1 2  Benson 1988, p. 16.
7. 1 2  Faulks 2009, p. 320.
8. 1 2 3  Chancellor 2005, p. 110.
9. ↑  Griswold 2006, p. 13.
10. ↑  Chancellor 2005, pp. 98–99.
11. ↑  Lycett 1996, p. 315.
12. ↑  Benson 1988, p. 13.
13. ↑  Benson 1988, p. 14.
14. ↑  Lycett 1996, p. 287.
15. ↑  Chancellor 2005, pp. 110–111.
16. 1 2 3  Winder 2006, p. v.
17. 1 2 3 4  Panek 1981, p. 213.
18. ↑   «Bond's unsung heroes: Geoffrey Boothroyd, the real Q». The Daily Telegraph. 21 de maio de 2009. Consultado em 5 de dezembro de 2024
19. 1 2  Chancellor 2005, p. 160.
20. ↑  Macintyre 2008, p. 132.
21. ↑  Benson 1988, p. 15.
22. 1 2  Chancellor 2005, p. 113.
23. ↑   Thomson, Ian (6 de junho de 2008). «James Bond the Jamaican». Arts & Book Review. p. 21
24. ↑  Lycett 1996, pp. 81, 295.
25. 1 2 3 4  Benson 1988, p. 112.
26. ↑  Lindner 2009, p. 37.
27. ↑  Benson 1988, p. 113.
28. 1 2  Lindner 2009, p. 128.
29. ↑  Black 2005, p. 72.
30. 1 2  Macintyre 2008, p. 160.
31. ↑  Bennett & Woollacott 1987, p. 123.
32. ↑  Lindner 2009, p. 227.
33. ↑  Black 2005, p. 19.
34. ↑  Eco 2009, p. 38.
35. ↑  Amis 1966, p. 66.
36. 1 2  Fleming 2006, p. 206.
37. ↑  Benson 1988, p. 109.
38. 1 2   «Books: The Upper-Crust Low Life». Time. Nova Iorque. 5 de maio de 1958
39. ↑  Parker 2014, p. 161.
40. ↑  Chapman 2007, p. 27.
41. ↑  Parker 2014, p. 163.
42. 1 2  Benson 1988, p. 105.
43. 1 2  Chapman 2009, p. 57.
44. ↑  Pearson 1967, p. 340.
45. ↑  Benson 1988, p. 85.
46. 1 2 3  Benson 1988, p. 110.
47. 1 2  Black 2005, p. 31.
48. ↑  Winder 2006, p. vii.
49. 1 2  Parker 2014, p. 227.
50. ↑  Butler 1973, p. 241.
51. ↑  Amis 1966, p. 112.
52. ↑  Amis 1966, pp. 111–112.
53. 1 2   Chandler, Raymond (30 de março de 1958). «The Terrible Dr No». The Sunday Times. Londres. p. 6
54. ↑  Chancellor 2005, p. 105.
55. 1 2  Black 2005, p. 33.
56. ↑  Parker 2014, pp. 236–237.
57. ↑  Lindner 2009, p. 67.
58. 1 2   «Concluding Ian Fleming's Latest Thriller – Doctor No». Daily Express. Londres. 1 de abril de 1958. p. 10
59. ↑  Bennett & Woollacott 2009, p. 17.
60. ↑  Benson 1988, p. 231.
61. ↑  Bennett & Woollacott 2009, p. 20.
62. ↑  Lindner 2009, p. 22.
63. ↑   «Dr. No». James Bond Brasil. Consultado em 12 de dezembro de 2024
64. ↑   «Dr. No». WorldCat. Consultado em 12 de dezembro de 2024
65. ↑   Bergonzi, Bernard (março de 1958). «The Case of Mr Fleming». Twentieth Century. p. 221
66. ↑  Lindner 2009, p. 19.
67. ↑   Raven, Simon (4 de abril de 1958). «New Novels, Gilt-Edged Bond». The Spectator (6771). Londres. p. 438. Consultado em 12 de dezembro de 2024
68. ↑  Lycett 1996, p. 330.
69. ↑   Johnson, Paul (5 de abril de 1958). «Sex, Snobbery and Sadism». New Statesman. LV (1412). Londres. pp. 430, 432
70. 1 2   Fleming, Ian (5 de abril de 1958). «'The Exclusive Bond' Mr. Fleming on his hero». The Manchester Guardian. Manchester. p. 4
71. ↑   Richardson, Maurice (30 de março de 1958). «Crime Ration». The Observer. Londres. p. 17
72. ↑   «The Exclusive Bond». The Manchester Guardian. Manchester. 31 de março de 1958. p. 6
73. ↑   Stead, Philip John (11 de abril de 1958). «Old Tricks». The Times Literary Supplement. Londres. p. 193
74. ↑  Pearson 1967, p. 99.
75. 1 2   Boucher, Anthony (6 de julho de 1958). «Criminals at Large». The New York Times. Nova Iorque. p. BR11
76. 1 2  Benson 1988, p. 17.
77. ↑   Culligan, Glendy (6 de julho de 1958). «Much Ado About Not Very Much». The Washington Post. Washington. p. E6
78. ↑  Panek 1981, p. 208.
79. ↑  Parker 2014, p. 25.
80. ↑  Denning 2009, pp. 68–69.
81. ↑   «Honey as James Bond First Met Her ...». Daily Express. Londres. 16 de março de 1958. p. 3
82. ↑  Fleming, Gammidge & McLusky 1988, p. 6.
83. ↑  McLusky et al. 2009, p. 160.
84. ↑  Benson 1988, p. 24.
85. ↑   Sutton, Mike. «Dr. No (1962)». Screenonline. British Film Institute. Consultado em 12 de dezembro de 2024
86. ↑  Smith & Lavington 2002, p. 19.
87. 1 2   «007 villain to play Bond on radio». BBC. 2 de maio de 2008. Consultado em 6 de dezembro de 2024